# Нікелеві сплави

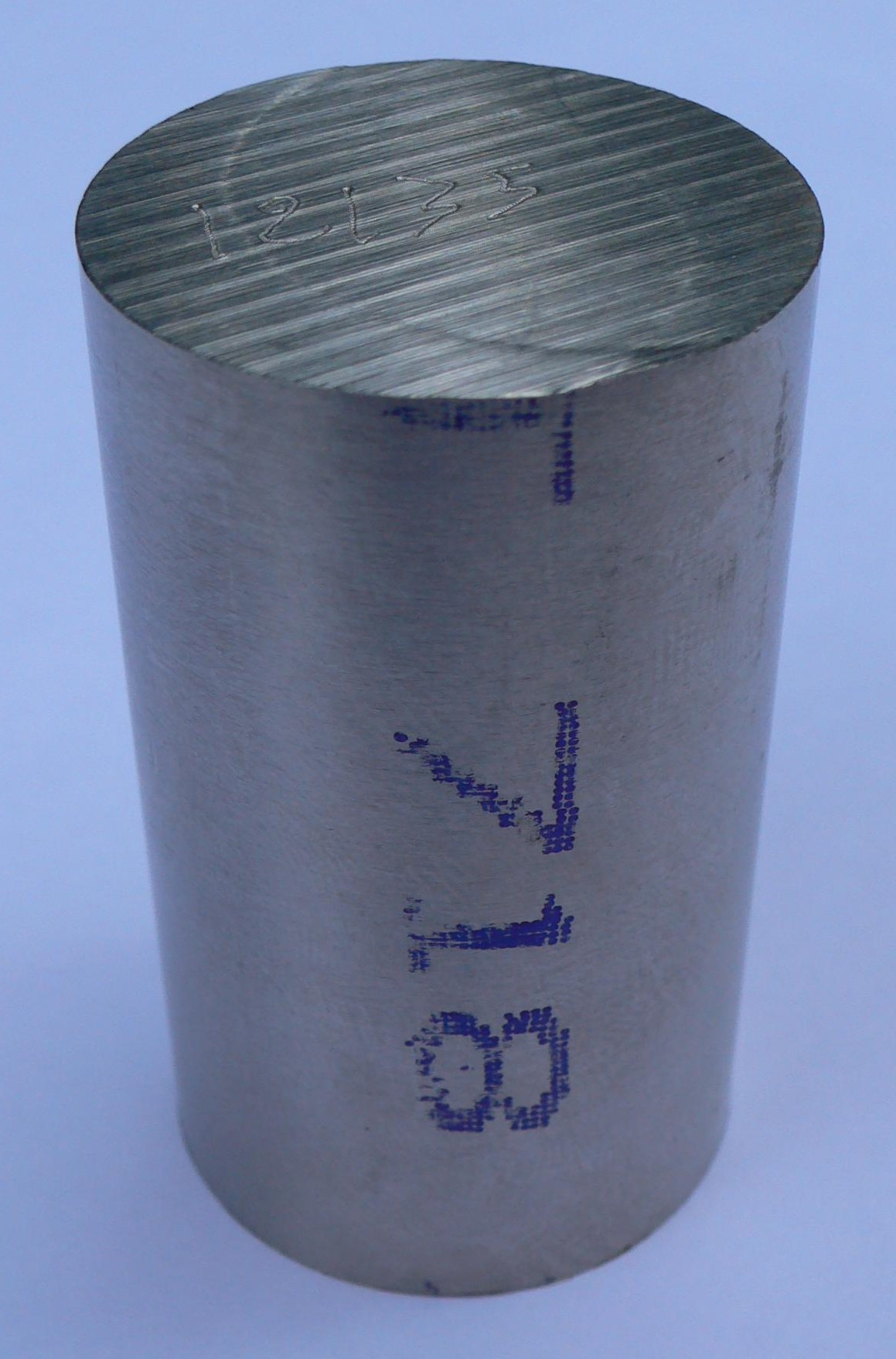
Нікелевий сплав Inconel 718

Ні́келеві спла́ви (англ. nickel alloys) — це сплави на основі нікелю.

## Загальна характеристика
Здатність нікелю розчиняти в собі значну кількість інших металів зберігаючи при цьому пластичність привела до створення великого числа нікелевих сплавів. Корисні властивості нікелевих сплавів певною мірою обумовлені властивостями самого нікелю, серед яких поряд зі здатністю утворювати тверді розчини з багатьма металами виділяються феромагнетизм, висока корозійна стійкість в газових і рідких середовищах, відсутність алотропічних перетворень.

## Історична довідка
Уже з кінця 19 століття порівняно широко використовуються мідно-нікелеві сплави, що характеризуються високою пластичністю у поєднанні з високою корозійною стійкістю, добрими електричними та іншими властивостями. З початку XX століття знаходять застосування сплави типу монель-металу, які поряд з куніалями виділяються серед конструкційних матеріалів поєднанням високої міцності із високою хімічною стійкістю у воді, кислотах, міцних лугах, на повітрі.

## Нікелеві сплави електротехнічного призначення
Важливу роль в техніці відіграють феромагнітні сплави Ni (22—84 %) з Fe, що належать до класу магніто-м'яких прецизійних матеріалів. Серед цих матеріалів є сплави, що характеризуються найвищим значенням магнітної проникності (сплав пермалой), її сталістю (залізонікелекобальтовий сплав пермінвар), поєднанням високої намагніченості насичення і магнітної проникності (малонікелевий сплав перменорм). Такі сплави застосовують в багатьох галузях техніки, де потрібна висока чутливість функційних елементів до зміни магнітного поля.
Важливу роль в техніці грають леговані сплави Ni — Cr, Ni — Мо і Ni — Mn, що характеризуються цінним поєднанням електричних властивостей: високим питомим електричним опором, малим значенням температурного коефіцієнта електричного опору, малим значенням термо-ЕРС в парі з міддю. По величині температурного коефіцієнта електричного опору ці сплави поступаються манганіну в інтервалі кімнатних температур, проте, мають в 3—4 рази більший питомий електричний опір. Головна область застосування таких сплавів — малогабаритні резистивні елементи, від яких вимагається сталість електричних властивостей в процесі служби. Елементи виготовляються, як правило, з мікродроту або тонкої стрічки товщиною 5—20 мкм. Сплави на основі Ni — Мо і Ni — Cr застосовують також для виготовлення малогабаритних тензорезисторів, що характеризуються майже лінійною залежністю зміни електричного опору від величини пружної деформації.

## Температурні властивості нікелевих сплавів

### Жаротривкі нікелеві сплави
Жаротривкість Ni, що на повітрі досить висока і так, може бути покращена шляхом введення Al, Si або Cr. Зі сплавів такого типу важливе значення завдяки хорошому поєднанню термоелектричних властивостей і жаростійкості мають сплав нікелю з Al, Si й Mn (алюмель) і сплав Ni з 10 % Cr (хромель). Хромель-алюмелеві термопари належать до числа найпоширеніших термопар, що знайшли застосування в промисловості та лабораторній техніці. Знаходять практичне використання також термопари з хромелю і копелю.
Важливе вживання в техніці отримали жаростійкі сплави Ni з Cr — ніхроми. Найбільшого поширення набули ніхроми з 80% Ni, які до появи хромалів були найжаротривкішими промисловими матеріалами. Спроби здешевити ніхроми зменшенням вмісту в них Ni привели до створення фероніхромів, у яких значна частина Ni заміщена Fe. Найпоширенішою виявилася композиція з 60 % Ni, 15 % Cr і 25 % Fe, хоча серйозної конкуренції ніхромам вона зробити не змогла. Ніхроми й фероніхроми характеризуються рідкісним поєднанням високої жаротривкості та високого електричного опору. Тому вони разом із хромалями є двома найважливішими класами сплавів, що використовуються для виготовлення високотемпературних електричних нагрівачів. Для електронагрівників в більшості випадків випускають ніхроми, леговані кремнієм (до 1,5 %) у поєднанні з мікродобавками рідкісноземельних, лужноземельних або ін. металів. Гранична робоча температура ніхромів цього типу складає, як правило, 1200 °C, а окремих марок і до 1250 °C.
Нікелеві сплави, що містять 15—30 % Cr, леговані Al (до 4 %), є жаротривкішими від сплавів, легованих Si. Проте з них важче отримати однорідні за складом дріт чи стрічку, що необхідне для надійної роботи електронагрівачів. Тому такі сплави використовуються зазвичай для виготовлення жаротривких деталей, що працюють при температурах до 1250 °C і не зазнають значних механічних навантажень.

### Жароміцні нікелеві сплави
Під час Другої світової війни у Великій Британії розпочалось виробництво жароміцних сплавів Ni — Cr — Ti — Al, званих німоніками. Ці сплави, що були створені як результат легування ніхрому (типа Х20Н80) титаном (2,5 %) і алюмінієм (1,2 %) (автор: Вільям Гріффітс англ. W.T.Griffiths), мали помітну перевагу по жароміцності над ніхромами чи спеціальними легованими сталями. Поява цих сплавів послужила поштовхом для розвитку авіаційних газотурбінних двигунів. За порівняно короткий термін було створено велике число складнолегованих сплавів типу німонік (з Ti, Al, Nb, Ta, Co, Мо, W, В, Zr, Ce, La, Hf) з робочою температурою 850—1000 °C. Аналогами німоніків у США є сплави Інконель, за ГОСТ 5632-72 — це сплави ХН60ВТ (Inconel 600, Inconel 601), ХН56МВКЮ (Inconel 617), ХН75МБТЮ (Inconel 625), ХН60Ю (Inconel 718), ХН70МВТЮБ (Inconel X-750), ХН80ТБЮ, ХН73МБТЮ.
Ускладнення легування погіршує здатність сплавів до гарячої обробки тиском. Тому поряд із деформівними сплавами, поширення набули ливарні сплави, які можуть бути легованими більшою мірою, а отже, і жароміцнішими (до 1050 °C). Проте для ливарних сплавів характерна менша однорідність структури та, як наслідок цього, дещо ширше розсіювання властивостей.

### Температурні деформації
Сплави з 45—55 % Ni, леговані у невеликих кількостях Cu або Co, мають однаковий зі склом лінійний коефіцієнт теплового розширення, що використовується в тих випадках, коли необхідно забезпечити герметичний контакт між склом і металом (сплав ковар).

## Корозійностійкі сплави
Для хімічної апаратури, що працює у сильно агресивних середовищах. Наприклад, для середовищ соляної, сірчаної і фосфорної кислот різної концентрації при температурах, близьких до температури кипіння, широко використовуються сплави Ni — Мо або Ni — Cr — Мо, відомі під назвою хастелой, реманіт та ін. (марки H70M28, Н70М28Ф, Х15Н55М16В, Х15Н65М16В). Ці сплави перевершують по корозійній стійкості в подібних середовищах усі відомі корозієстійкі сталі.

## Особливі властивості

### Поєднання властивостей
На практиці застосовують ще цілу низку нікелевих сплавів (з Cr, Мо, Fe та інші елементи), що володіють сприятливим поєднанням механічних і фізико-хімічних властивостей, наприклад корозієстійкі сплави для пружин, тверді сплави для штампів та ін. Окрім власне нікелевих сплавів, нікель входить як один із компонентів до складу багатьох сплавів на основі інших металів (наприклад, алні сплави).

### Магнітострикційні властивості сплавів
Сплави Ni із Co (4 або 18%) належать до групи магнітострикційних матеріалів. Завдяки хорошій корозійній стійкості в прісній і морській воді такі сплави є незамінним матеріалом для гідроакустичної апаратури.